# 一般永住者

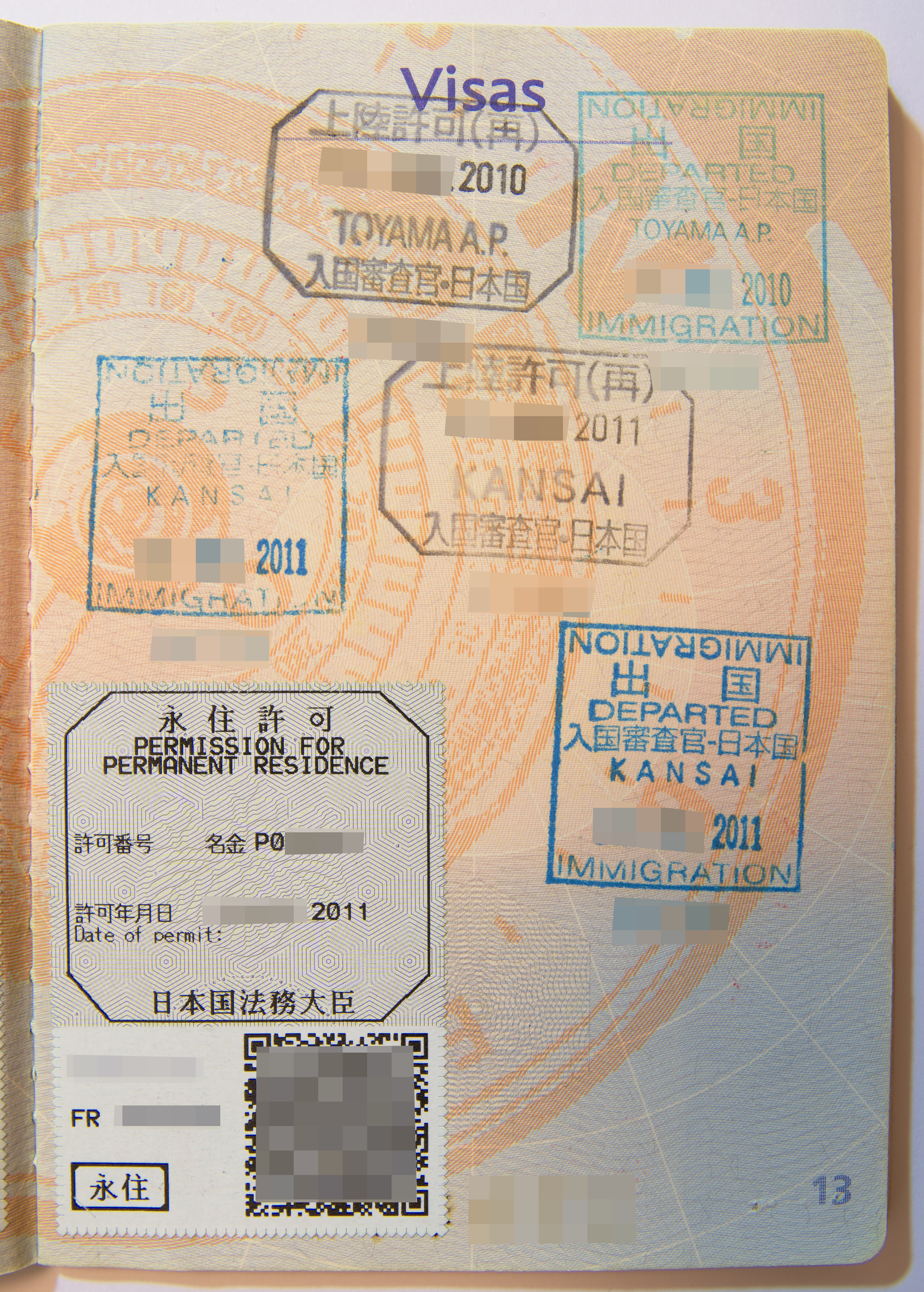
フランスのパスポートに張られた永住許可のシール

一般永住者（いっぱんえいじゅうしゃ）とは、一定の要件を満たして永住許可申請をし、許可され、日本国に永住している外国人のこと。法律上の用語では永住者という。
2023年（令和5年）末時点で891,569人。近年はやや鈍化しているものの年約3%の拡大を見せている。2007年（平成19年）末に初めて特別永住者の数を上回った。特別永住者は韓国・朝鮮が99%を占めるのに対し、一般永住者は中国、フィリピン，ブラジル、韓国の上位4国で3分の2を占める。
2023年末時点の国籍別では中国が330,810人 (37.1%)、フィリピンが139,534人 (15.7%)、ブラジルが115,287人 (12.9%)、韓国が75,675人 (8.5%)、ペルーが33,151人 (3.7%)などとなっている。

## 許可要件
＜主な出典：＞
1. 素行が善良であること。
2. 独立の生計を営むに足る資産又は技能を有すること。
3. その者の永住が日本国の利益に合すると認められること　
  1. ア 原則として引き続き10年以上本邦に在留していること。ただし，この期間のうち，就労資格（在留資格「技能実習」及び「特定技能1号」を除く。）又は居住資格をもって引き続き5年以上在留していることを要する。
  2. イ 罰金刑や懲役刑などを受けていないこと。公的義務（納税，公的年金及び公的医療保険の保険料の納付並びに出入国管理及び難民認定法に定める届出等の義務）を適正に履行していること。
  3. ウ 現に有している在留資格について，出入国管理及び難民認定法施行規則別表第2に規定されている最長の在留期間をもって在留していること
  4. エ 公衆衛生上の観点から有害となるおそれがないこと。

なお、日本人、永住者、特別永住者の配偶者または子供に上記の1、2に適合を要しない。また難民認定者は上記の2に適合を要しない。
原則10年には以下の特例が存在する。

(1) 日本人，永住者及び特別永住者の配偶者の場合，実体を伴った婚姻生活が3年以上継続し，かつ，引き続き1年以上本邦に在留していること。その実子等の場合は1年以上本邦に継続して在留していること
(2) 「定住者」の在留資格で5年以上継続して本邦に在留していること
(3) 難民の認定を受けた者の場合，認定後5年以上継続して本邦に在留していること
(4) 外交，社会，経済，文化等の分野において我が国への貢献があると認められる者で，5年以上本邦に在留していること
(5) 地域再生法（平成17年法律第24号）第5条第16項に基づき認定された地域再生計画において明示された同計画の区域内に所在する公私の機関において，出入国管理及び難民認定法第7条第1項第2号の規定に基づき同法別表第1の5の表の下欄に掲げる活動を定める件（平成2年法務省告示第131号）第36号又は第37号のいずれかに該当する活動を行い，当該活動によって我が国への貢献があると認められる者の場合，3年以上継続して本邦に在留していること
(6) 出入国管理及び難民認定法別表第1の2の表の高度専門職の項の下欄の基準を定める省令（以下「高度専門職省令」という。）に規定するポイント計算を行った場合に70点以上を有している者であって，次のいずれかに該当するもの
ア 「高度人材外国人」として3年以上継続して本邦に在留していること。
イ 3年以上継続して本邦に在留している者で，永住許可申請日から3年前の時点を基準として高度専門職省令に規定するポイント計算を行った場合に70点以上の点数を有していたことが認められること。
(7) 高度専門職省令に規定するポイント計算を行った場合に80点以上を有している者であって，次のいずれかに該当するもの
ア 「高度人材外国人」として1年以上継続して本邦に在留していること。
イ 1年以上継続して本邦に在留している者で，永住許可申請日から1年前の時点を基準として高度専門職省令に規定するポイント計算を行った場合に80点以上の点数を有していたことが認められること。

## 一般永住者数

### 推移
＜主な出典：＞
| 年                 | 人数    | 在留外国人全体 における比率 |
| ------------------ | ------- | --------------------------- |
| 平成09年（1997年） | 81,986  | 約6%                        |
| 平成10年（1998年） | 93,364  | 約6%                        |
| 平成11年（1999年） | 113,038 | 約7%                        |
| 平成12年（2000年） | 145,336 | 約9%                        |
| 平成13年（2001年） | 184,071 | 約10%                       |
| 平成14年（2002年） | 223,875 | 約12%                       |
| 平成15年（2003年） | 267,011 | 約14%                       |
| 平成16年（2004年） | 312,964 | 約16%                       |
| 平成17年（2005年） | 349,804 | 約17%                       |
| 平成18年（2006年） | 394,477 | 約19%                       |
| 平成19年（2007年） | 439,757 | 約20%                       |
| 平成20年（2008年） | 492,056 | 約22%                       |
| 平成21年（2009年） | 533,472 | 約24%                       |
| 平成22年（2010年） | 565,089 | 約26%                       |
| 平成23年（2011年） | 598,436 | 約29%                       |
| 平成24年（2012年） | 628,396 | 約31%                       |
| 平成25年（2013年） | 655,315 | 約31%                       |
| 平成26年（2014年） | 677,019 | 約32%                       |
| 平成27年（2015年） | 700,500 | 約32%                       |
| 平成28年（2016年） | 727,111 | 約31%                       |
| 平成29年（2017年） | 749,191 | 約29%                       |
| 平成30年 (2018年） | 771,568 | 約28%                       |
| 令和元年（2019年） | 793,164 | 約27%                       |
| 令和02年（2020年） | 807,517 | 約28%                       |
| 令和03年（2021年） | 831,157 | 約30%                       |
| 令和04年（2022年） | 863,936 | 約28%                       |
| 令和05年（2023年） | 891,569 | 約26%                       |

### 国籍別
| 国籍       | 人数    | 構成比 |
| ---------- | ------- | ------ |
| 中国       | 304,278 | 36.0%  |
| フィリピン | 136,380 | 16.1%  |
| ブラジル   | 113,521 | 13.4%  |
| 韓国       | 73,747  | 8.7%   |
| ペルー     | 33,302  | 3.9%   |
| 台湾       | 23,385  | 2.8%   |
| タイ       | 21,176  | 2.5%   |
| ベトナム   | 21,125  | 2.5%   |
| 米国       | 19,075  | 2.3%   |
| その他     | 99,704  | 11.8%  |
| 合計       | 845,693 | 100%   |